# Jędrzej Krukierek
Jędrzej Krukierek (ur. 16 listopada 1870, zm. 21 października 1939 w Krośnie) – rolnik, przemysłowiec, działacz społeczny i niepodległościowy, poseł na Sejm II RP, burmistrz Krosna, współwłaściciel zakładu kąpielowego Żegiestów-Zdrój.

## Życiorys
Syn Jana i Anny z d. Kübit. Ukończył średnią szkołę rolniczą. Był potentatem naftowym na skalę galicyjską, a także działaczem niepodległościowym w czasach, gdy ziemia krośnieńska znajdowała się pod panowaniem austro-węgierskim. Po odzyskaniu niepodległości przez wiele lat zasiadał w radzie miejskiej miasta Krosna. Będąc działaczem BBWR w 1928 roku został posłem na Sejm II kadencji, wybrany w okręgu wyborczym nr 48. Przewodniczył spółce Żegiestów Zdrój, która podniosła z ruiny uzdrowisko w Żegiestowie i sprawiła, że stało się jednym z najlepszych w kraju. Działał w krośnieńskich organizacjach społecznych. W latach 1914–1915 zajmował stanowisko wiceburmistrza, w latach 1916–1919 był przewodniczącym Ligi Niepodległości Polski w Krośnie, a w latach 1926–1939 burmistrzem Krosna. Za jego rządów miasto otrzymało wodociągi, elektryfikację, wybudowano lotnisko i rozbudowano szpital miejski, a w dzielnicy Zawodzie został założony park miejski. Pełnił funkcję prezesa oddziału Polskiego Towarzystwa Gimnastycznego „Sokół”.

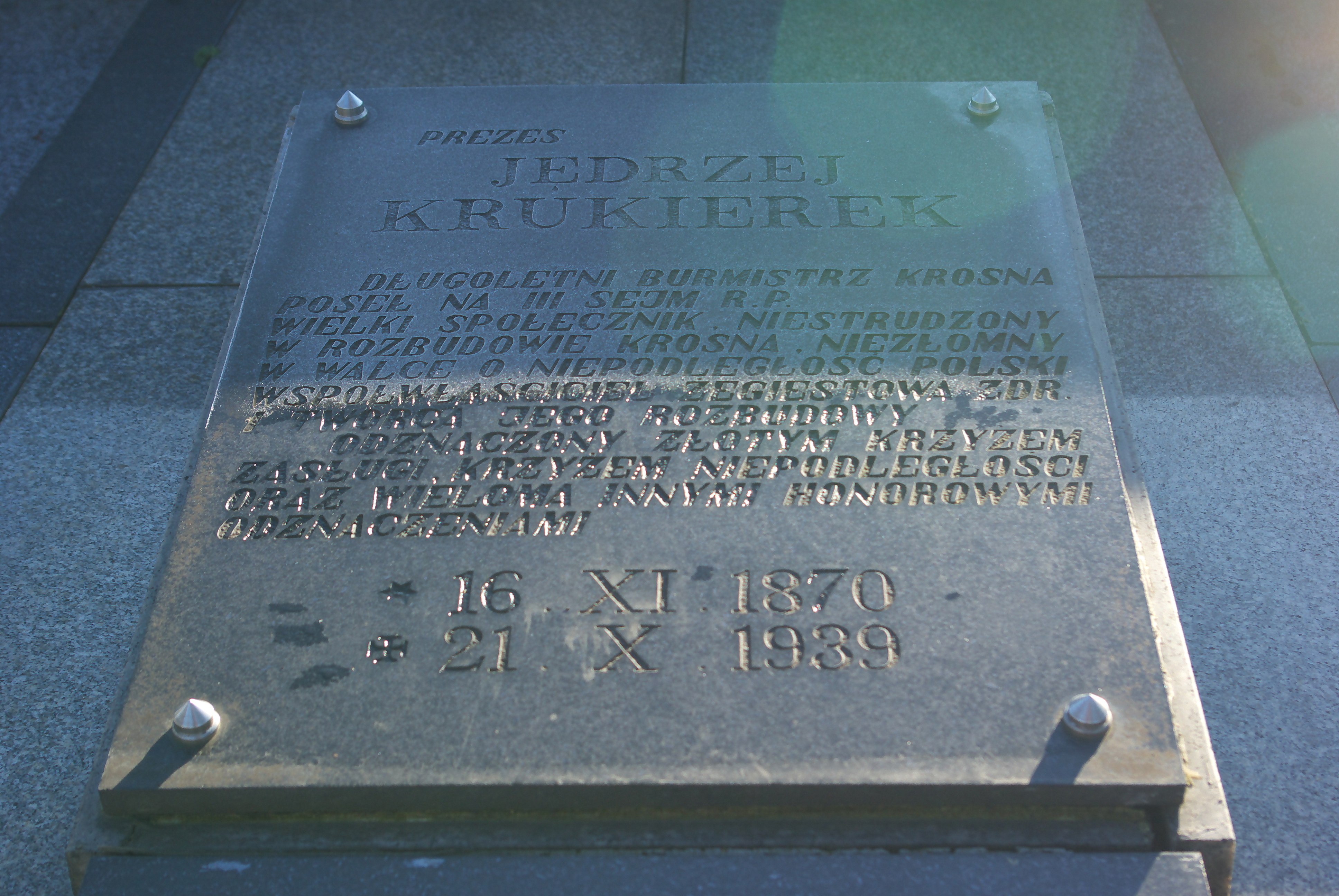
Tablica nagrobna Jędrzeja Kurkierka

Zmarł w Krośnie. Został pochowany na Cmentarzu Komunalnym w Krośnie (sektor B3-A-7).

## Ordery i odznaczenia
- Krzyż Niepodległości (9 października 1933)[5]
- Złoty Krzyż Zasługi (9 listopada 1931)[6]

## Upamiętnienie
Jędrzej Krukierek został patronem jednej z ulic w Krośnie.